# Anaspis militaris
Anaspis militaris är en skalbaggsart som beskrevs av Smith 1882. Anaspis militaris ingår i släktet Anaspis och familjen ristbaggar. Inga underarter finns listade i Catalogue of Life.